# 夜襲曼哈頓
《夜襲曼哈頓》（英語：Night Falls on Manhattan）是一部於1996年上映的犯罪劇情片，由安迪·賈西亞等人主演。

## 外部連結
- 互联网电影数据库（IMDb）上《Night Falls on Manhattan》的资料（英文）
- AllMovie上《Night Falls on Manhattan》的资料（英文）
- 爛番茄上《Night Falls on Manhattan》的資料（英文）
- Metacritic上《Night Falls on Manhattan》的資料（英文）
- Box Office Mojo上《Night Falls on Manhattan》的資料（英文）